# Au château d'Argol
Au château d'Argol est le premier roman de Julien Gracq, publié en 1938.

## Genèse de l'œuvre
Ce roman est le premier de Gracq, écrit pendant l'année 1937. D'abord envoyé aux éditions Gallimard, il est refusé. Gracq (qui adopte ce pseudonyme pour la parution du roman) le propose alors à l'éditeur José Corti, qui l'accepte et le publie en 1938.

## Résumé
Le roman, relativement court, se concentre sur les rapports de trois personnages : Albert, Herminien et Heide. Albert a acheté le mystérieux château d’Argol, en Bretagne pour y effectuer des études philosophiques. Il y reçoit la visite de son meilleur ami, Herminien, qui arrive accompagné d'une jeune femme, la belle Heide. Dès le premier soir, celle-ci se montre provocante et amoureuse d'Albert. Entre ces trois personnages se tissent des rapports d’amour et de haine sur fond de références à Parsifal. Un jour, Herminien entraîne Heide dans la forêt. Albert, inquiet, part à leur recherche peu après et trouve Heide, seule, nue, ensanglantée. Il la soigne et la guérit. Mais ils ne songent ensuite l'un et l'autre qu'à Herminien et le recherchent. Au cours d'une longue marche dans la forêt, ils le retrouvent, à terre, gisant comme mort, probablement désarçonné par son cheval. Il est à son tour soigné et guéri. Heide se montre peu, les jours suivants. Après une nuit confuse, elle s'empoisonne. Herminien quitte le château dans la nuit et gagne la forêt. Il se sent poursuivi, ne se retourne pas et est poignardé.

## Analyse
Ce roman a été salué par André Breton, dès sa première parution, comme l'« aboutissement du surréalisme ». Dans son avant-propos, Julien Gracq évoque aussi une école littéraire qui fut à ses yeux la seule, après la Première Guerre mondiale à « raviver les délices épuisées  du paradis toujours enfantin des explorateurs ». Pour André Pieyre de Mandiargues, qui qualifie ce château d'Argol de château ardent, « ce qui est surréaliste [...] est une recherche de la beauté poussée au plus absolu paroxysme », et de citer le chapitre de ce roman intitulé Le bain (bain, où les trois personnages nagent vers le large au-delà de leurs forces comme s'ils voulaient mourir) avec une phrase telle que « Ils se dévêtirent parmi les tombes » et les pages qui suivent.
Julien Gracq associe dans ce récit, sans que ces élements ne semblent disparates, le romantisme allemand, la philosophie allemande, notamment Hegel, et des mythes arthuriens du Moyen-âge, semblant écrire, selon sa propre expression, une version démoniaque du Parsifal de Richard Wagner,. « Ses trois héros, deux hommes et une femme, retranchés dans un château perdu de Bretagne, refusent le monde passionnel et ordinaire pour se livrer tout entiers aux jeux de l'esprit, à la fascination de la dialectique, poussés jusqu'à leurs conséquences les plus troubles et les plus dangereuses. ».
Derrière un vocabulaire qui semble précis, voire géométrique, les phrases ouvrent l'esprit à l'imagination et s'avèrent souvent labyrinthiques, comme la description du château, manquant de «toute notion d'étage».
Outre ce château, la forêt qui l'encercle est le lieu privilégié du récit. Si Albert craint cette forêt, « Heide aime à la hanter, la parcourir, parce qu'elle retrouve en elle une image de sa féminité mystérieuse et qu'elle épouse naturellement les forces mouvantes du végétal et de l'eau. ».
Le village d'Argol existe bien en Bretagne, au sein du parc naturel régional d'Armorique, à l'extrémité de la Bretagne, mais ne compte aucun château,.

## Éditions
- Julien Gracq, Au Château d'Argol, José Corti, 1989,  (ISBN 2714302971)